# Villa Herran
La villa Herran est une voie du 16e arrondissement de Paris, en France.

## Situation et accès

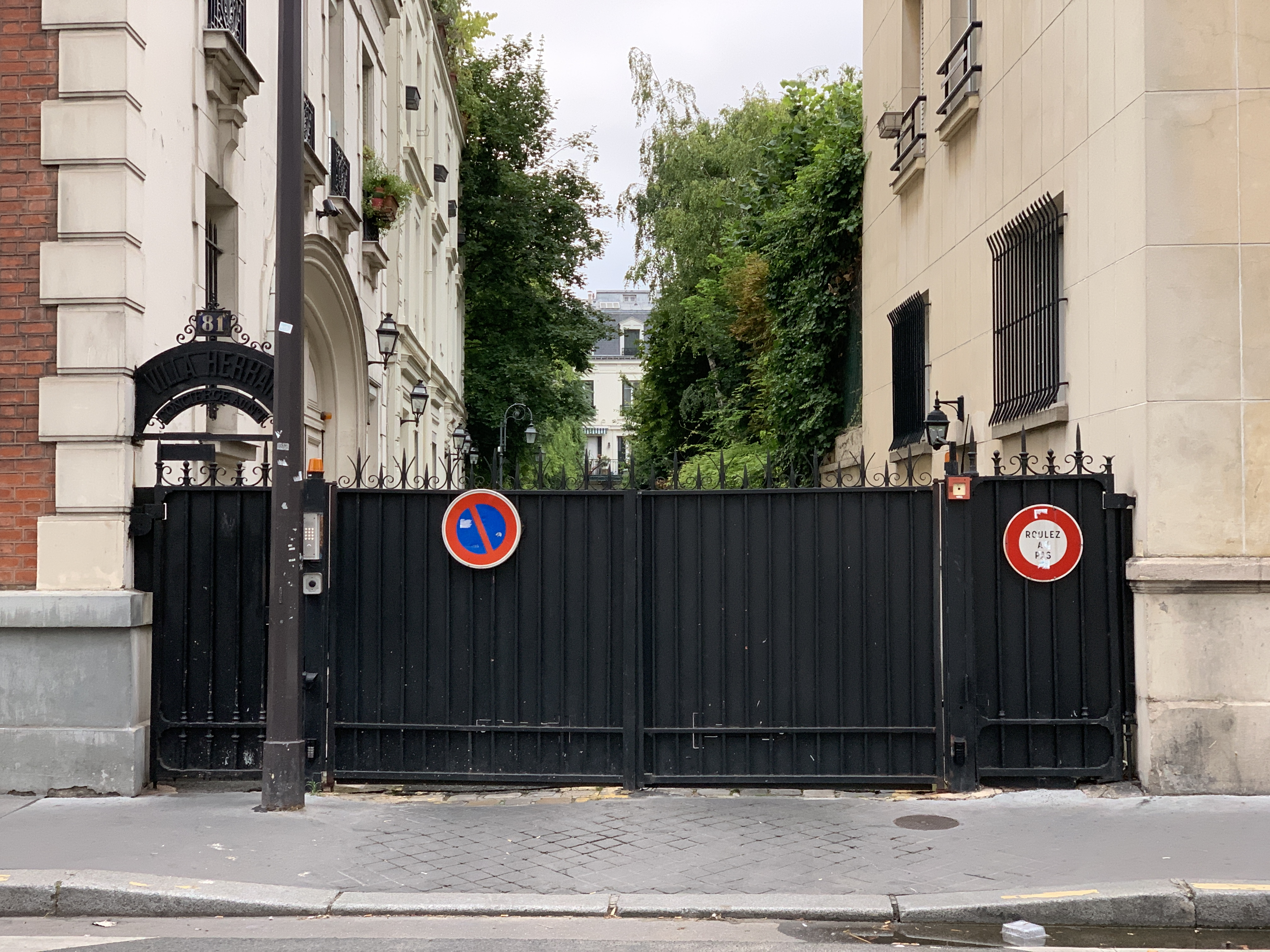
Portail.

La villa Herran est une voie privée située dans le 16e arrondissement de Paris. Elle débute au 81, rue de la Pompe et se termine en impasse.

## Origine du nom
Cette voie est nommée d'après M. Herran, le propriétaire des terrains sur lesquels la rue Herran, toute proche, a été ouverte.

## Historique
Cette voie est ouverte sous sa dénomination actuelle en 1867.

## Bâtiments remarquables et lieux de mémoire
- No 12 : hôtel particulier dont le permis de construire date du 31 août 1894[2].